# Pericoma bavarica
Pericoma bavarica är en tvåvingeart som beskrevs av Wagner 1981. Pericoma bavarica ingår i släktet Pericoma och familjen fjärilsmyggor. Inga underarter finns listade i Catalogue of Life.